# Ormont-Dessus
Ormont-Dessus (hist. Ormund-Ulmenthal) – miejscowość i gmina (commune) w zachodniej Szwajcarii, w kantonie Vaud, w okręgu (district) Aigle. Stolicą gminy jest Vers-l'Eglise. Nieopodal Vers-l'Eglise położona jest miejscowość Les Diablerets, popularny ośrodek turystyczny, znajduje się tu także budynek administracji gminnej.
Zarówno Vers-l'Eglise, jak i Les Diablerets znajdują się na trasie wąskotorowej linii kolejowej Aigle–Sépey–Diablerets.

## Demografia
W Ormont-Dessus mieszkają 1452 osoby. W 2021 roku 23,5% populacji gminy stanowiły osoby urodzone poza Szwajcarią. 

## Transport
Przez teren gminy przebiega droga główna nr 142.